# Piriutiti
Piriutiti (também conhecidos como Pirititi) é uma etnia indígena de origem Karíb, que vive nos estados brasileiros do Amazonas e de Roraima, ao norte do Rio Amazonas e ao longo do rio Rio Curiau. Eles possuem relações com os Waimiri-Atroari. Existem entre 100 e 200 deles na Reserva Terra Indígena Waimiri-Atroari.[carece de fontes?]
1.906 Piriutiti vivem nas cidades de Novo Airão, Presidente Figueiredo, Urucará (Amazonas), Rorainópolis e São João da Baliza (Roraima); em uma área registrada de 2.585.910 hectares.